# Erdin Demir
Erdin Demir, född Demirovski den 27 mars 1990 i Västra Skrävlinge församling, Malmö, är en svensk före detta fotbollsspelare som spelade som vänsterback.

## Klubbkarriär

### Sverige
Demir spelade ungdomsfotboll i Malmö FF innan han gjorde sin A-lagsdebut i Svenska cupen mot Kristianstad. Han gjorde det första målet för Malmö i vad som skulle bli en 3–2-vinst. Han flyttade senare till LB07 då han inte lyckades slå sig in i Malmös A-lag. I början av 2011 flyttade Demir till den Allsvenska-klubben Trelleborg. Trots att Trelleborg slutade på femtonde plats och blev nedflyttade, blev han nominerad till Årets nykomling i Allsvenskan. Hans imponerande säsong lockade intresse från svenska Djurgården samt några klubbar i Turkiet.

### Brann
Den 6 december 2011 skrev Demir på för norska Brann, en övergång som kostade klubben cirka 5 miljoner kronor. Hans kontrakt sträcker sig fram till slutet av Tippeligaen-säsongen 2015. Tidigare Brann-anfallaren och lagkamraten i Trelleborg, Joakim Sjöhage beskrev den unga svensken som "en modern ytterback" som är "bra offensivt och stabil defensivt. Han värvades 2011 till Trelleborg och var en av de bästa spelarna i sin debutsäsong i klubben."

### Belgien
I juli 2015 värvades Demir av belgiska Waasland-Beveren.
I april 2018 värvades Demir av Zulte Waregem, där han skrev på ett treårskontrakt. Han spelade 15 ligamatcher under första säsongen i Zulte Waregem och därefter blev det två säsonger helt utan spel på grund av skador. Sommaren 2021 lämnade Demir klubben och i februari 2022 meddelades det att han avslutade sin fotbollskarriär.

## Landslagskarriär
Demir spelade femton matcher för det svenska U21-landslaget. I de fyra matcherna han spelat i kvalspelet till U21-Europamästerskapet 2013 har han assisterat till fyra mål, vilket är flest av alla spelare.
Den 14 december 2011 tog Erik Hamrén ut Demir i det svenska A-landslaget, inför två vänskapsmatcher mot Qatar U23 och Bahrain. Hans debut kom emot Bahrein den 18 januari 2012.